# (2092) Sumiana
(2092) Sumiana est un astéroïde de la ceinture principale.

## Description
(2092) Sumiana est un astéroïde de la ceinture principale. Il fut découvert le 16 octobre 1969 à Nauchnyj par Lioudmila Tchernykh. Il présente une orbite caractérisée par un demi-grand axe de 2,85 UA, une excentricité de 0,03 et une inclinaison de 3,1° par rapport à l'écliptique.

## Nom
Il a été nommé en l'honneur de la ville de Soumy, située en Ukraine.

## Compléments